# Coletivismo
Coletivismo é qualquer perspectiva filosófica, política, religiosa, econômica ou social que enfatiza a interdependência de todos os seres humanos.
Coletivismo é um elemento cultural básico da natureza humana que existe como o inverso do individualismo. Coletivistas salientam a importância da coesão no seio dos grupos sociais  e, em alguns casos, a prioridade dos objetivos do grupo são mais importantes que objetivos individuais. Os coletivistas muitas vezes concentram seus objetivos em comunidade, sociedade, nação ou país. Ele tem sido usado como um elemento em muitos tipos diferentes e diversificados do governo e filosofias políticas, econômicas e educacionais ao longo da história e nas sociedades humanas, na prática, contendo elementos de individualismo e coletivismo.
Coletivismo pode ser dividido em coletivismo horizontal (ou igualitário) e coletivismo vertical (ou hierárquico). Coletivismo horizontal salienta a tomada de decisão coletiva entre indivíduos iguais, e é, portanto, geralmente baseada na descentralização e igualitarismo. O ato de "trabalhar e produzir para consumirmos juntos" é a principal característica deste coletivismo. Coletivismo vertical é baseado em estruturas hierárquicas de poder e em conformidade moral e cultural e, portanto, baseia-se na centralização e hierarquia. A empresa cooperativa seria um exemplo de coletivismo horizontal, enquanto que a hierarquia militar seria um exemplo de coletivismo vertical.

## Tipologia
Coletivismo tem sido usado para se referir a uma gama diversificada de posições políticas e econômicas, incluindo o nacionalismo, democracia direta, democracia representativa e monarquia. Coletivismo não requer um sistema de governo ou sistema político para existir, um exemplo do que seria uma organização religiosa que enfatiza "os objetivos do grupo" dentro dela, mas também podem existir dentro de um sistema político.
Coletivismo pode ser tipificado como "coletivismo horizontal", no qual a igualdade é enfatizada e as pessoas se envolvem na partilha e cooperação, ou "coletivismo vertical", onde a hierarquia é enfatizada e as pessoas se submetem às autoridades específicas. Coletivismo horizontal é baseado na suposição de que cada indivíduo é mais ou menos igual, enquanto que o coletivismo vertical, assume que os indivíduos são fundamentalmente diferentes um do outro. O anarquista social Alexander Berkman, que era um coletivista horizontal, argumentou que a igualdade não implica a falta de individualidade, mas uma igual quantidade de liberdade e igualdade de oportunidades para desenvolver habilidades e talentos próprios de uma pessoa.

 Igualdade não significa um montante igual, mas igualdade de oportunidades. . . Não cometa o erro de identificar a igualdade na liberdade, com a igualdade forçada do campo de presidiário. A verdadeira igualdade anarquista implica liberdade, não quantidade. Isso não significa que cada um deve comer, beber ou vestir as mesmas coisas, fazer o mesmo trabalho, ou viver da mesma maneira. Longe disso: a verdade é o inverso disso. Necessidades e gostos individuais são diferentes. E igual oportunidade para satisfazê-los é que constitui a verdadeira igualdade. Longe de nivelamento, tal igualdade abre a porta para a maior variedade possível de atividade e desenvolvimento. O caráter humano é diverso, e só a repressão dessa livre diversidade resulta em nivelamento e uniformidade. A oportunidade de agir livremente em busca da própria individualidade significa o desenvolvimento de variações e diferenças naturais . . . A vida em liberdade, no anarquismo, vai fazer mais para o ser humano que libertá-lo da sua atual escravidão política e econômica. Isto será apenas o primeiro passo, a fase preliminar de um existência verdadeiramente humana.
Na verdade, os coletivistas horizontais argumentam que a ideia de indivíduos sacrificar-se para o grupo ou um bem maior é absurda, argumentando que os grupos são formados por indivíduos e não são uma entidade coesa e monolítica. Mas a maioria dos anarquistas sociais não se veem como os coletivistas ou individualistas, vendo ambas como ideologias ilusórias baseadas em ficção.
Coletivistas horizontais tendem a favorecer o processo democrático de tomada de decisões, enquanto os coletivistas verticais acreditam em uma cadeia rígida de comando. Coletivismo horizontal salienta objetivos comuns, a interdependência e a sociabilidade. Coletivismo vertical salienta a integridade do grupo, por exemplo, a família ou a nação, e esperam que as pessoas sacrifiquem-se, se necessário, pelos membros do grupo, e promovendo a concorrência entre diferentes grupos.

## Cultura e Política
Coletivismo é um elemento fundamental da cultura humana que existe independentemente de qualquer sistema político e existe desde a fundação da sociedade humana há dez mil anos. É uma característica que todas as sociedades usam, para alguns uma característica inerente à natureza humana.
Um exemplo de um sistema político coletivista é a democracia representativa, em tais sistemas, após a votação e um líder ter sido escolhido pela população, todos devem aceitar essa pessoa como seu líder, independentemente de terem votado para ele ou não. A vontade do "coletivo" é mais importante e é considerado "coletivista", porque em última análise, a totalidade da decisão dos eleitores no país, expressas através do sistema de colégio eleitoral, é mais importante do que a vontade de um único indivíduo neste contexto.
Apesar de todas as sociedades humanas conterem elementos de individualismo e coletivismo, algumas sociedades são em geral mais coletivistas e algumas mais individualistas.

## Críticas

### Críticas ao coletivismo sob uma ótica liberal
Há duas principais objeções ao coletivismo das ideias de individualismo. Uma delas é que o coletivismo sufoca a individualidade e diversidade, insistindo sobre a identidade social comum, como o nacionalismo ou algum outro grupo. A outra é que o coletivismo está ligado ao estatismo e à diminuição da liberdade, quando a autoridade política é usada para avançar os objetivos coletivistas.
A crítica ao coletivismo vem dos liberais individualistas, como os liberais clássicos e libertaristas. Uma crítica crítica moderna do coletivismo econômico é a apresentada por Friedrich Hayek em seu livro O Caminho da Servidão, publicado em 1944 e traduzido em vinte línguas.
Ayn Rand, fundadora do objetivismo, também foi uma notável crítica do coletivismo, por acreditar que sua filosofia levava ao totalitarismo. Ela argumentava que o "coletivismo significa a submissão do indivíduo a um grupo" e que "através da história, nenhum tirano chegou ao poder a não ser afirmando representar o bem comum." Ela afirma ainda que "horrores que nenhum homem poderia considerar para si próprio são perpetrados com uma clara consciência pelos altruístas que se justificam pelo próprio bem comum".
Ludwig von Mises escreveu:
Por outro lado, a aplicação das ideias básicas do coletivismo não podem resultar em nada senão desintegração social e a perpetuação do conflito armado. É verdade que os coletivismos prometem paz eterna, começando pelo dia de sua vitória decisiva, e a exterminação de todas as outras ideologias e seus defensores. (...) Assim que uma facção tiver conquistado o apoio da maior parte das pessoas e tiver tomado conta da máquina estatal, ela está livre para negar todos os direitos democráticos das minorias pelos mesmos meios que conquistou a supremacia. 
[carece de fontes?]

### Críticas socialistas
Muitos socialistas, particularmente socialistas libertários e anarquistas individualistas criticam o conceito de coletivismo. Alguns anticoletivistas muitas vezes argumentam que todas as sociedades autoritárias e totalitárias são (verticalmente) coletivistas por natureza. Os socialistas argumentam que o capitalismo moderno e a propriedade privada, que se baseia na produção socializada e anônimas ou estruturas corporativas de propriedade, são uma forma de coletivismo orgânico que contrasta fortemente com a percepção de que o capitalismo é um sistema de indivíduos livres que trocam mercadorias.
Os socialistas às vezes argumentam que o verdadeiro individualismo só pode existir quando os indivíduos estão livres de estruturas sociais coercivas para perseguir seus próprios interesses, o que só pode ser realizado pela propriedade comum dos meios de produção socializados, e acesso aos meios de vida, de modo que nenhum indivíduo tem poder coercitivo sobre outros indivíduos.
Em resposta às críticas feitas por vários grupos pró-capitalistas que afirmam que a propriedade pública ou propriedade comum dos meios de produção é uma forma de coletivismo, os socialistas afirmam que a propriedade comum sobre os ativos produtivos não infringe o indivíduo, mas em vez disso é uma força libertadora que transcende a falsa dicotomia entre individualismo e coletivismo. Os socialistas sustentam que essas críticas tentam confundir o conceito de propriedade privada dos meios de produção com pertences pessoais e produção individual.
Anarquistas sociais argumentaram que o "individualismo" é uma fachada para os interesses da classe alta. Como a anarquista Emma Goldman escreveu no inicio do século passado:

'Individualismo' ... é apenas uma tentativa para reprimir e derrotar o indivíduo e sua individualidade. O chamado individualismo é o social e econômico laissez-faire: a exploração das massas por meio de artifícios jurídicos, degradação espiritual e doutrinação sistemática do espírito servil ... Esse corrupto e perverso "individualismo" é a camisa de força da individualidade.